# Oeffeltermeent
Oeffeltermeent este o arie protejată (arie specială de conservare — SAC, sit de importanță comunitară — SCI) din Țările de Jos întinsă pe o suprafață de 101 ha, integral pe uscat.

## Localizare
Centrul sitului Oeffeltermeent este situat la coordonatele 51°42′37″N 5°56′27″E / 51.7104°N 5.9408°E.

## Înființare
Situl Oeffeltermeent a fost declarat sit de importanță comunitară în august 2002 pentru a proteja 3 specii de animale. Situl a fost protejat și ca arie specială de conservare în mai 2013.

## Biodiversitate
Situată în ecoregiunea atlantică, aria protejată conține 2 habitate naturale: Pajiști calcaroase din nisipuri xerice, Fânețe de joasă altitudine (Alopecurus pratensis, Sanguisorba officinalis).
La baza desemnării sitului se află mai multe specii protejate:
- amfibieni (1): triton cu creastă (Triturus cristatus)
- mamifere (1): castor (Castor fiber)
- pești (1): zvârluga (Cobitis taenia)